# Heterogenella linearis
Heterogenella linearis är en tvåvingeart som beskrevs av Junichi Yukawa 1971. Heterogenella linearis ingår i släktet Heterogenella och familjen gallmyggor. Arten är reproducerande i Sverige. Inga underarter finns listade i Catalogue of Life.